# Travancore-Cochin
Travancore-Cochin fou un estat de l'Índia que es va formar l'1 de juliol de 1949 per la unió dels estats de Travancore i de Cochin. Fins al 26 de gener de 1950 va portar el nom oficial d'Estat Unit de Travancore-Cochin i del 1950 al 1956 es va dir Estat de Travancore-Cochin. L'1 de novembre de 1956 fou rebatejat Kerala. L'estat era el més avançat de l'Índia i el més compacte amb una població ètnicament homogènia de kerales parlant el malayalam. La capital fou Trivandrum, tenia una superfície de 23.711 km² i una població estimada de 7.500.000 habitants. Com a rajpramukh de l'estat va exercir el maharajà de Travancore, Sir Bala Rama Varma II, fins al 31 d'octubre de 1956.

## Primers ministres
- T.K. Narayan Pillai 1 de juliol de 1949 - gener de 1951 (Partit del Congrés)
- C. Kesavan gener de 1951 - 12 de març de 1952 (Partit del Congrés)
- Anapparambul Joseph John 12 de març de 1952 - 16 de març de 1954 (Partit del Congrés)
- Pattom Thanu Pillai 16 de març de 1954 - 10 de febrer de 1955 (primer ministre de Travancore el 1948) (Praja Socialist Party, PSP)
- Panampilly Govinda Menon 10 de feberer de 1955 - 23 de març de 1956 (Partit del Congrés)
- Govern presidencial 23 de març de 1956 - 5 d'abril de 1957 (des d'1 de novembre l'estat rebatejat Kerala)